# Знич, Михал
Михал Знич (пол. Michał Znicz, наст. фамилия Файертаг (Feiertag); 1888—1943) — польский актёр театра и кино.

## Биография
Родился в 1888 г. в Варшаве (тогда Царство Польское в Российской империи). Во время первой мировой войны воевал и попал в плен. После окончания войны в 1918 г. вернулся в Варшаву и дебютировал на сцене театра исполнением монологов Николая Гоголя, а затем работал в варшавских театрах и ревю.
Во время второй мировой войны был интернирован в Варшавское гетто, откуда он бежал с помощью своей жены, актрисы Янины Морской. После жил в Прушкуве и там погиб 24 декабря 1943 года. По некоторым данным, скрывался в психиатрической больнице в Отвоцке, и там был убит в рамках гитлеровской программы эвтаназии психических больных, вместе с остальными пациентами больницы.

## Избранная фильмография
- 1921 — Чудо на Висле / Cud nad Wisłą — актёр
- 1934 — Певец Варшавы / Pieśniarz Warszawy — Эустахы, дядя Юлиана
- 1934 — Влюблён, любит, уважает / Kocha, lubi, szanuje — аптекарь
- 1934 — Чем мой муж занят ночью? / Co mój mąż robi w nocy? — Роман Тарский
- 1934 — Чёрная жемчужина / Czarna perła — Кшиштоф
- 1934 — Молодой лес / Młody las — профессор французского
- 1935 — Две Иоаси / Dwie Joasie — Антось, курьер
- 1935 — Барышня из спецвагона / Panienka z poste restante — промышленник
- 1935 — Не было у бабы печали / Nie miała baba kłopotu — портной
- 1935 — Люби только меня / Kochaj tylko mnie — Флемборг, директор театра
- 1936 — Додек на фронте / Dodek na froncie — поручник Душкин
- 1936 — Пан Твардовский / Pan Twardowski — судья
- 1936 — Его большая любовь / Jego wielka miłość — Шыпулко, актёр
- 1936 — Роза / Róża — Анзельм
- 1936 — Тайна мисс Бринкс / Tajemnica panny Brinx — Белецкий, детектив
- 1936 — Ядзя / Jadzia — Кролик, директор фирмы «Окша»
- 1936 — Болек и Лёлек / Bolek i Lolek — Морини, профессор пения
- 1937 — Американский скандал / Amerykańska awantura — Станислав Скала
- 1937 — Госпожа Министр танцует / Pani minister tańczy — лидер оппозиции
- 1937 — Женщина и дипломатия, или Варшавский скандал / Dyplomatyczna żona — директор Билиньски
- 1937 — Парад Варшавы / Parada Warszawy — актёр
- 1937 — Солгавшая / Skłamałam — Галевич
- 1937 — Недотёпа / Niedorajda — Ровек
- 1938 — Роберт и Бертран / Robert i Bertrand — барон Добкевич
- 1938 — Вторая молодость / Druga młodość — Клавдий, лакей
- 1938 — Забытая мелодия / Zapomniana melodia — профессор Франкевич, дядя Стефана
- 1939 — Ложь Кристины / Kłamstwo Krystyny — Оляк, отец Кристины
- 1939 — Солдат королевы Мадагаскара / Żołnierz królowej Madagaskaru — Сатурнин Мазуркевич, адвокат из Радома